# Daniel García Andújar

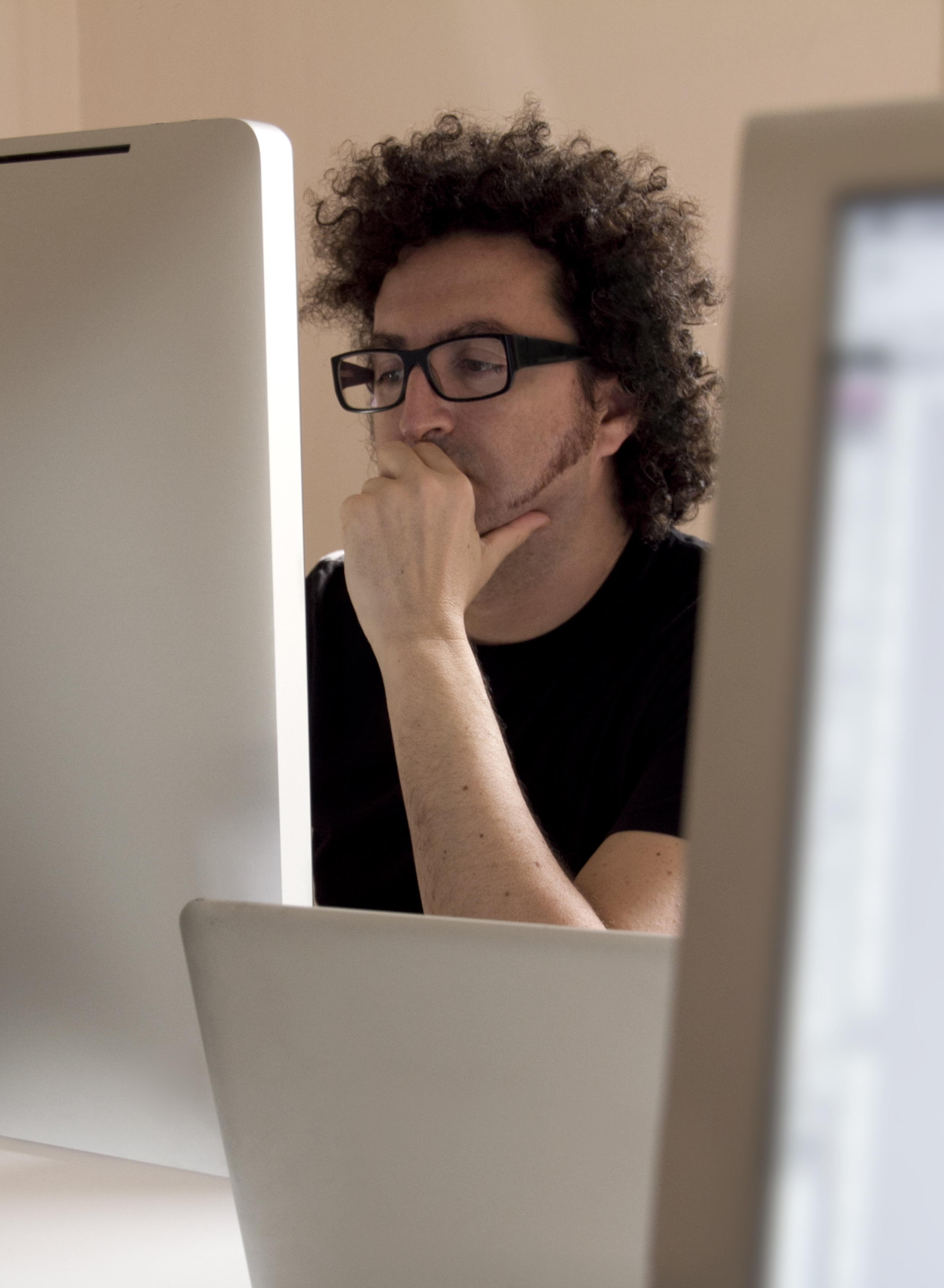
Daniel García Andújar in seinem Atelier, Barcelona, 2011

Daniel García Andújar (* 1966 in Almoradí, Vega Baja del Segura, Provinz Alicante, Spanien) ist ein spanischer Künstler, der sich der Mittel der Installation und Konzeptkunst bedient. Andújar lebt und arbeitet in Barcelona.

## Werke
Plattform seiner Arbeit ist das von ihm 1996 gegründete fiktive Unternehmen „Technologies To The People“. Sein Kunstprojekt Postcapital. Archive 1989 – 2001, das sich gleichermaßen als multimediale Installation, Bühnenraum, offene Datenbank und Werkstatt versteht, basiert auf einem digitalen Archiv mit über 250.000 Dateien (Texte, Audiodokumente, Videos etc.), die García Andújar über zehn Jahre hinweg aus dem Internet zusammengetragen hat.
Zusammen mit Joan Vila-Puig und Elvira Pujol vom Projekt Sitesize und Pedro G. Romero von Archivo F.X. gestaltete er den zum ersten Mal ausstellenden katalanischen Pavillon auf der 53. Biennale in Venedig. Die von Valentín Roma kuratierte Ausstellung La Comunitat Inconfessable (nach dem Buch La Communauté inavouable, dt. Die uneingestehbare Gemeinschaft, von Maurice Blanchot) fand vom 7. Juni bis zum 22. November 2009 statt.

## Veröffentlichungen
- Hans D. Christ, Iris Dressler (Hrsg.): Technologies To The People. "Postcapital Archive (1989-2001)" Daniel Garcia Andujar, Hatje Cantz Verlag, Ostfildern 2011 ISBN 978-3-7757-3170-6
- Daniel G. Andújar: Naturaleza vigilada. Überwachte Natur. Museo Vostell Malpartida, Cáceres, 2015, Deposito legal Cc-285-2015.

## Ausstellungen (Auswahl)

### Einzelausstellungen
- 2006: Postcapital, Palau de la Virreina, Barcelona
- 2009: Postcapital. Archive 1989–2001, Württembergischer Kunstverein, Stuttgart
- 2009: Postcapital (Mauer), Museum for Modern Art, Bremen
- 2009: Katalanischer Pavillon, 53. Biennale, Venedig
- 2009: Postcapital Archive 1989–2001, Iberia Art Center, Beijing
- 2010: Postkapital Arşiv 1989–2001, Sedat Yazici Riva Foundation for Education, Culture and Art, Istanbul[4]
- 2010: Postcapital Archive 1989–2001, Total Museum of Contemporary Art, Seoul
- 2010: Postcapital Archive 1989–2001, La comunidad inconfesable, Bòlit, Centre d’Art Contemporani, Girona
- 2010: The Wall. Postcapital Archive 1989–2001, Espai Visor, Valencia
- 2015: Sistema Operativo. Museo Nacional Centro de Arte Reina Sofía.
- 2015: Naturaleza vigilada/Überwachte Natur, Museo Vostell Malpartida[5]

### Gruppenausstellungen
- 2002: Manifesta 4, Frankfurt/Main
- 2008: Unrecorded, Akbank Sanat, Istanbul
- 2008: The Wonderful World of irational.org: Tools, Techniques and Events 1996-2006. Museum of Contemporary Art Vojvodina, Novi Sad.
- 2008: Anna Kournikova Deleted By Memeright Trusted System – Art in the Age of Intellectual Property.[6] Postcapital Archive. Hartware MedienKunstVerein, PHOENIX Halle Dortmund, Germany.
- 2008: Herramientas del arte. Relecturas (Tools of Art: Re-readings), Parpalló, Valencia. With Rogelio López Cuenca and Isidoro Valcárcel Medina, Curated by: Álvaro de los Ángeles. Spain.
- 2009: Subversive Praktiken, Württembergischer Kunstverein, Stuttgart
- 2010: BARCELONA – VALÈNCIA – PALMA. A History of Confluence and Divergence. Objects of desire, Centre de Cultura Contemporània de Barcelona
- 2017: documenta 14, Athen/Kassel[7]